# Roggendorf
Roggendorf település Németországban, Mecklenburg-Elő-Pomeránia tartományban. Lakosainak száma 1044 fő (2023. december 31.).

## Népesség
A település népességének változása:
| Lakosok száma | 988  | 976  | 1049 | 1058 | 1044 |
|               | 2017 | 2019 | 2021 | 2022 | 2023 |